# Castor Cantero
Castor Sixto Cantero (né le 12 janvier 1918 au Paraguay et mort à une date inconnue) était un joueur de football international paraguayen.

## Biographie
Cantero prit part à l'équipe du Paraguay de football qui participa à la coupe du monde 1950 au Brésil et aux Copa América de 1946 et 1949.
Il joue 34 matchs pour aucun but avec la sélection paraguayenne entre 1942 et 1950.
Durant la plupart de sa carrière, il a joué dans le club de la capitale paraguayenne de l'Olimpia Asunción.